# Путинская клептократия: Кто владеет Россией?
«Putin's Kleptocracy: Who Owns Russia?» (рус. Путинская клептократия: Кто владеет Россией?) ― книга американского профессора политологии Карен Давиши, описывающая становление Владимира Путина как политического деятеля с начала Перестройки до начала 2000-х годов. Политическое и социально-экономическое устройство России при Путине в книге оценивается критически: Давиша считает, что Путин с самого начала планировал построить авторитарное государство и использовать сложившуюся олигархическую структуру экономики для обогащения себя и своего ближнего круга.

## Трудности с изданием
Над книгой Давиша работала 8 лет. Однако издательство Cambridge University Press, ранее выпустившее пять её книг, отказалось печатать 500-страничную рукопись. У издателя не было сомнений в правдивости её материала и основной идеи о том, что Путин имел тесные связи с олигархами как во время своего восхождения, так и укрепления. Но редактор Джон Хаслам (англ. John Haslam) сослался на риск судебных исков в электронном письме от 20 марта, позднее опубликованном журналистом Эдвардом Лукасом в журнале Экономист. Хаслам написал, что «в связи с утверждениями, что власть Путина основана на его связях с организованной преступностью, мы не уверены, что книгу возможно переписать так, чтобы мы чувствовали себя комфортно». Он опасался исков со стороны богатых русских в британских судах. Это решение вызвало волну критики в академических кругах, а сама Давиша обратила свои претензии больше к репрессивному британскому законодательству о клевете, нежели к самому издательству. Давиша отметила, что «одно из самых влиятельных и уважаемых издательств отказывается от книги не в связи с качеством исследований, а потому, что тема слишком острая». Исследовательница пояснила, что её возмущение направлено на атмосферу в Великобритании, которая приводит к «упредительному сжиганию книг». Также газета Financial Times отметила «страх перед британскими законами о клевете, известными своей предрасположенностью к истцам». В итоге книгу опубликовало американское издательство Simon & Schuster.

## Содержание
В книге 7 глав, первая посвящена описанию социально-экономического положения позднего СССР, следующие пять ― периодам в жизни Владимира Путина: служба в КГБ (1985 ― 90), работа в мэрии Санкт-Петербурга (1990 ― 96), переезд в Москву и работа в Администрации президента (1996 ― 99), назначение премьер-министром (декабрь 1999 ― май 2000), избрание президентом и первые 100 дней (май ― август 2000), последняя глава описывает социально-экономическую и политическую эволюцию России при Путине после 2000 года. В книге показано как Путин и его ближайшее окружение постоянно наращивали своё богатство и влияние, в итоге став одними из богатейших людей в мире. Несмотря на предвыборное обещание Путина «обуздать олигархов», он, по мнению Давиши, сохранил олигархическую структуру экономики, подчинив её чиновничьему аппарату. В результате чего к 2014 году 110 богатейших людей России контролировали 35 % её ВВП. Ранее исследователи часто рассматривали Россию Путина как неудачную попытку построения демократии, но Давиша в книге утверждает, что «с самого начала Путин и его окружение задумывали создать авторитарный режим, управляемый сплочённой группой <…> используя демократию только как прикрытие». Давиша одной из первых показала, что многие влиятельные люди современной России были членами дачного кооператива «Озеро».

## Критика
Книга вызвала противоречивые мнения, не все исследователи разделяли мнение Давиши о том, что путинская Россия ― это «насквозь криминализованная сущность».
Клептократия Путина была названа «библией для журналистов-расследователей», изучающих деньги Путина, «бепристрастным научным разоблачением» выполненным с «поразительной непреклонностью», в котором «мощь аргументов усиливается спокойствием изложения». Согласно одним утверждениям, книга обрушивает «бурный поток деталей», который может «утопить читателей, незнакомых с советской и российской политикой». Согласно другим утверждениям, книга расценивается как «наиболее убедительный отчёт о коррупции в современной России», и детальное изложение является сильной её стороной.
Журналистка и писательница Энн Аппельбаум одобрила интенсивный «фокус на финансовой истории восхождения Путина к власти: страница за страницей содержат неприукрашенные подробности одной преступной операции за другой, включая имена, даты и цифры», и похвалила смелость книги: «многие из этих подробностей никто до сих пор не собирал вместе — и по понятной причине».
Наиболее острой критике книгу подверг политолог Ричард Саква, который отметил, что хотя книга является «выдающимся досье злодеяний и политической коррупции в эпических масштабах» и «смелым и тщательным расследованием основы богатства и власти в России Путина», но не согласился с использованием термина «клептократия». Он утверждал, что российское общество работает на основании социального контракта (негласного соглашения между государством и народом), который отражается в том, что режим использует некоторую часть средств на законные социальные нужды. Давиша ответила на это заявление в нескольких публичных выступлениях утверждая, что само понятие социального контракта во времена Путина сомнительно, поскольку в России де-факто отсутствуют гарантии защиты прав собственности.

## Издания
В печатном виде книга доступна только на английском языке, поскольку издатель Simon & Schuster отказывается продавать права на её перевод на другие языки.